# Венгрия на летних Олимпийских играх 1976
Венгрия принимала участие в летних Олимпийских играх 1976 года в Монреале в 17-й раз за свою историю. Страну представили 178 спортсменов в 14 видах спорта. Команда завоевала 22 медали.

## Медалисты
| Медаль  | Спортсмен | Вид спорта                  | Дисциплина                            |
| ------- | --- | --------------------------- | ------------------------------------- |
| Золото  | Миклош Немет | Лёгкая атлетика             | Мужчины, метание копья                |
| Золото  | Ильдико Шварценбергер | Фехтование                  | Женщины, рапира, личное первенство    |
| Золото  | Золтан Мадьяр | Спортивная гимнастика       | Мужчины, конь                         |
| Золото  | Габор Чапо Тибор Червеньяк Тамаш Фараго Дьёрдь Герандаш Дьёрдь Хоркай Дьёрдь Кенез Ференц Конрад Эндре Мольнар Ласло Шароши Аттила Шудар Иштван Сивош-младший                               | Водное поло                 | Мужчины                               |
| Серебро | Золтан Станить | Гребля на байдарках и каноэ | Мужчины, байдарка-одиночка, 500 м     |
| Серебро | Геза Чапо | Гребля на байдарках и каноэ | Мужчины, байдарка-одиночка, 1000 м    |
| Серебро | Анна Пфеффер Клара Райнаи | Гребля на байдарках и каноэ | Женщины, байдарка-двойка, 500 м       |
| Серебро | Дьёрдь Кёсеги | Тяжёлая атлетика            | Мужчины, до 52 кг                     |
| Серебро | Йожеф Балла | Вольная борьба              | Мужчины, свыше 100 кг                 |
| Бронза  | Золтан Бако Иштван Сабо | Гребля на байдарках и каноэ | Мужчины, байдарка-двойка, 1000 м      |
| Бронза  | Тамаш Вихман | Гребля на байдарках и каноэ | Мужчины, каноэ-одиночка, 1000 м       |
| Бронза  | Тамаш Будаи Оскар Фреи | Гребля на байдарках и каноэ | Мужчины, каноэ-двойка, 500 м          |
| Бронза  | Тамаш Будаи Оскар Фреи | Гребля на байдарках и каноэ | Мужчины, каноэ-двойка, 1000 м         |
| Бронза  | Клара Райнаи | Гребля на байдарках и каноэ | Женщины, байдарка-одиночка, 500 м     |
| Бронза  | Дьёзё Кульчар | Фехтование                  | Мужчины, шпага, личное первенство     |
| Бронза  | Ильдико Бобиш Эдит Ковач Магда Марош Ильдико Шварценбергер Ильдико Рейтё | Фехтование                  | Женщины, рапира, командное первенство |
| Бронза  | Марта Эгервари | Спортивная гимнастика       | Женщины, брусья                       |
| Бронза  | Эва Андьял Агота Буйдошо Клара Хорват Сюзанна Петё Каталин Тот Харшаньи Розалия Томан Марта Пачаи Илона Надь Марианна Надь Эржебет Немет Амалия Штербински Борбала Тот Харшаньи Мария Ванья | Гандбол                     | Женщины                               |
| Бронза  | Йожеф Тунчик | Дзюдо                       | Мужчины, до 63 кг                     |
| Бронза  | Тамаш Канчал Тибор Марачко Шветислав Шашич | Современное пятиборье       | Мужчины, командное первенство         |
| Бронза  | Петер Бачако | Тяжёлая атлетика            | Мужчины, до 82,5 кг                   |
| Бронза  | Ласло Реци | Греко-римская борьба        | Мужчины, до 62 кг                     |